# Exokklíssion (Imathie)
Exokklíssion (grec moderne : Εξωκκλήσιον) est une localité située dans le dème d'Alexándria, dans le district régional d'Imathie, dans la periphérie de Macédoine-Centrale, en Grèce.
Selon le recensement de 2011, elle compte 2 habitants.